# Parkinsonfonden
Parkinsonfonden, Stiftelsen Parkinsonförbundets Forskningsfond, är en ideell organisation vars uppgift är att samla in och fördela medel till klinisk forskning rörande Parkinsons sjukdom. Pengarna kommer från privatpersoner, organisationer och företag genom gåvor, bidrag, donationer och testamenten. Parkinsonfonden står under kontroll av Svensk Insamlingskontroll, SFI, och har ett så kallat 90-konto. Fonden är också befriad från arvs- och gåvoskatt. 
Under 2008 fördelades sammanlagt 5,2 miljoner kronor till ett 40-tal forskningsprojekt, främst vid de medicinska universiteten i Sverige.